# Škoda/Vetra/MZK
Škoda/Vetra/MZK – typ trolejbusu, który powstał w wyniku przebudowy czechosłowackich trolejbusów Škoda 8Tr i francuskiego Vetra VBRh. Przebudowę przeprowadzono w 1959 r. w warsztatach przewoźnika Miejskie Zakłady Komunikacyjne w Warszawie.

## Konstrukcja
Pierwszy trolejbus Škoda/Vetra/MZK powstał z połączenia Škody 8Tr nr 116 i Vetry VBRh nr 44. Nadwozie Škody skrócono za ostatnimi drzwiami, a nadwozie Vetry pozbawiono przedniej części. Tak przygotowane nadwozia połączono przegubem, w wyniku czego powstał czteroosiowy trolejbus o długości zbliżonej do 18 metrów. Otrzymał on numer taborowy 1-116. Kolejne dwa trolejbusy przegubowe (nr 2-121 i 3-129) skonstruowano już w oparciu wyłącznie o wyposażenie i nadwozia Škód 8Tr. 

## Dostawy
W 1959 r. powstały 3 trolejbusy.
| Państwo        | Miasto         | Lata dostaw    | Liczba | Numery taborowe     |       |
| -------------- | -------------- | -------------- | ------ | ------------------- | ----- |
| Polska         | Warszawa       | 1959           | 3      | 1-116, 2-121, 3-129 | [ 1 ] |
| Łączna liczba: | Łączna liczba: | Łączna liczba: | 3      |                     |       |